# 银鲫碘泡虫
银鲫碘泡虫（学名：Myxobolus gibelioi）为碘泡科碘泡虫属的动物。在中国，分布于浙江等，营寄生生活，寄生在银鲫的鳃。